# Falsimargarita stephaniae
Falsimargarita stephaniae is een slakkensoort uit de familie van de Calliostomatidae. De wetenschappelijke naam van de soort is voor het eerst geldig gepubliceerd in 2005 door Rios & Simone.